# Gunskirchen
Gunskirchen  ist eine Marktgemeinde in Oberösterreich im Bezirk Wels-Land im Hausruckviertel mit 6560 Einwohnern (Stand 1. Jänner 2024).

## Geografie
Gunskirchen liegt auf einer Höhe von 352 m ü. A. im Hausruckviertel. Die Ausdehnung beträgt von Nord nach Süd 7,3 km, von West nach Ost 7,7 km. Die Gesamtfläche beträgt 36,2 km². 11,3 % der Fläche sind bewaldet, 77,6 % der Fläche sind landwirtschaftlich genutzt. Im Gemeindegebiet befindet sich der mit einer Holzskulptur versehene geografische Mittelpunkt Oberösterreichs.
- Welser Mühlbach: In Au an der Traun in der Gemeinde Gunskirchen wird er von der Traun abgeleitet und mündet im Stadtgebiet von Linz wieder in die Traun.
- Irnhartingerbach: Er entspringt in der Nähe von Pennewang im Hausruck und mündet bei Gunskirchen in den Grünbach.

### Gemeindegliederung
Das Gemeindegebiet umfasst folgende 51 Ortschaften (in Klammern Einwohnerzahl Stand 1. Jänner 2024):
- Aichberg (8)
- Aigen (23)
- Au bei der Traun (156)
- Au bei Hischmannsberg (7)
- Au bei Sirfling (14)
- Auholz (13)
- Baumgarting (34)
- Bichlwimm (36)
- Buchleiten (11)
- Dorf (7)
- Fallsbach (54)
- Fernreith (100)
- Gänsanger (77)
- Grünbach (208)
- Gunskirchen (4238)
- Hof (12)
- Holzgassen (12)
- Holzing (17)
- Irnharting (297)
- Kalchau (2)
- Kappling (45)
- Kottingreith (8)
- Kranzl am Eck (6)
- Lehen (40)
- Liedering (17)
- Lucken (51)
- Luckenberg (18)
- Moostal (354)
- Niederschacher (7)
- Oberndorf (150)
- Oberriethal (9)
- Oberschacher (58)
- Pfarrhofwies (2)
- Pöschlberg (12)
- Pötzlberg (23)
- Riethal (4)
- Roith (8)
- Salling (49)
- Schlambart (34)
- Sirfling (51)
- Spraid (10)
- Straßern (22)
- Ströblberg (35)
- Thal (12)
- Vitzing (21)
- Vornholz (11)
- Waldenberg (10)
- Waldling (111)
- Wallnstorf (27)
- Wilhaming (11)
- Wimberg (18)

Die Gemeinde besteht aus den Katastralgemeinden Fallsbach, Grünbach, Irnharting und Straß.
Die Gemeinde gehört zum Gerichtsbezirk Wels.

### Nachbargemeinden
| Offenhausen     | Pichl bei Wels                              | Krenglbach |
| Pennewang       | Kompassrose, die auf Nachbargemeinden zeigt | Wels       |
| Edt bei Lambach | Fischlham                                   | Steinhaus  |

## Geschichte
Ursprünglich im Ostteil des Herzogtums Bayern gelegen (819 als Kundechirichun erwähnt), gehörte Gunskirchen seit dem 12. Jahrhundert zum Herzogtum Österreich und wurde seit 1490 dem Fürstentum Österreich ob der Enns zugerechnet. Die Pfarre war seit dem 12. Jahrhundert im Besitz des Bistums Passau.
Während der Napoleonischen Kriege war Gunskirchen mehrfach besetzt, seit 1918 gehört es zum Bundesland Oberösterreich.
Nach dem Anschluss Österreichs an das Deutsche Reich am 13. März 1938 kam der Ort zum Gau Oberdonau. An der Gemeindegrenze zwischen Gunskirchen und Edt bei Lambach wurde 1944 das Konzentrationslager Gunskirchen errichtet, ein Außenlager des KZ Mauthausen, in dem vor allem ungarische Juden interniert und umgebracht wurden.

### Einwohnerentwicklung
1991 hatte die Gemeinde laut Volkszählung 4961 Einwohner, 2001 dann 5296 Einwohner, 2005 5375 Einwohner, 2008 schließlich 5544 Einwohner.

## Kultur und Sehenswürdigkeiten

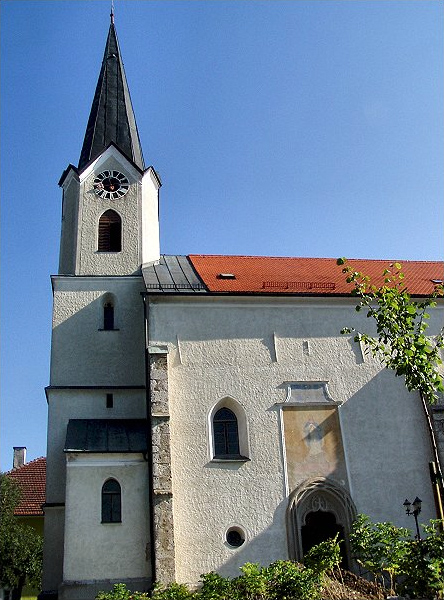
Wallfahrtskirche Maria Fallsbach

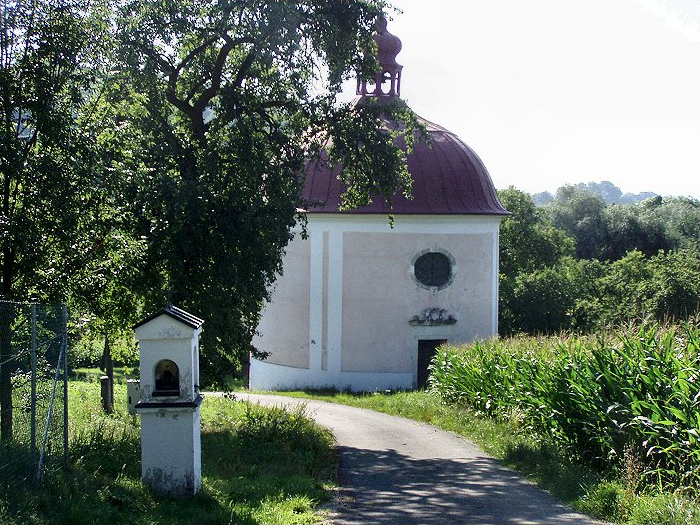
Filialkirche Liedering

- Schloss Irnharting: ehemaliges Wasserschloss, erstmals 1349 erwähnt
- Edelsitz Obenaus
- Katholische Pfarrkirche Gunskirchen hl. Martin
- Katholische Wallfahrtskirche Maria Fallsbach: Die jetzige Kirche stammt aus dem Jahre 1516, mit einem Netzrippengewölbe im Chor und im Langhaus sowie einem reich profilierten Südportal aus feinem Sandstein; Vor der Kirche befindet sich ein Wallfahrerbrunnen mit Schmiedeeisengitter und Dach aus dem Jahr 1700. Die Gründungssage der Wallfahrtskirche erzählt von einem Jäger, der in ungezügelter Jagdleidenschaft auch am Sonntag der Jagd nachging. Im Schacherholz nächst der Wimmerkapelle schoss er einen Hirschen an, der in seinem Geweih das Bild der Himmelskönigin Maria trug. Der Hirsch verendete schließlich in der Nähe des Fallsbaches. Zur Sühnung seines Frevels ließ der Jäger eine Kirche zu Ehren Mariä errichten und das Hirschgeweih mit dem Marienbild zum ewigen Andenken in der Kirche anbringen.
- Katholische Filialkirche Liedering hl. Peter: der heutige Kirchenbau ist ein kleiner kuppelgewölbter Ovalbau, der 1729 begonnen und 1731 geweiht wurde. Das Helmdach trägt eine Laterne.
- Geografischer Mittelpunkt Oberösterreichs

## Wirtschaft und Infrastruktur
Ein Biomasseheizwerk mit Fernwärmenetz wurde durch B3 Energie am Standort Offenhausener Straße 12 zur Versorgung der Marktgemeinde Gunskirchen und des Betonwerkes der Fa. Oberndorfer im Jahr 2011 errichtet. Damit werden durch den Einsatz von 17.000 Schüttraummetern Hackschnitzel aus der Region in Gunskirchen rund 3900 Tonnen CO2 pro Jahr vermieden.

### Unternehmen
- BRP-Rotax
- Raiffeisenbank Gunskirchen
- Resch&Frisch Holding GmbH

### Bildung
- Volksschule Gunskirchen: Seit wann es in Gunskirchen eine Schule gibt, weiß man nicht ganz genau, doch sicher ab dem Jahre 1624. Das erste Schulhaus befand sich in der Kirchengasse 2 neben der Apotheke, war gleichzeitig das Mesnerhaus und hatte nur ein Klassenzimmer. Es war eine Pfarrschule mit nur einer Klasse. Im Jahr 1869 brannte sie ab.
- Das zweite Schulhaus wurde 1875 in der Kirchengasse 14 gebaut. Darin befanden sich zuerst vier, später sechs Klassenzimmer, in denen jeweils 50–100 Schüler Platz finden mussten. Nach dem Zweiten Weltkrieg wurde dieses zu klein, seit 1954 gibt es das jetzige Schulhaus.
- Für die Hauptschule gab es zweimal einen Anbau, 1965 und 1974. Der Turnsaal und die Schwimmhalle kamen 1972 dazu. 2006 wurde die Schule saniert.
- Schulleitung Volksschule: VD Bettina Fuchshuber, Bed
- Schulleitung Mittelschule: MD Sven Daubenmerkl, MA

## Politik
Der Gemeinderat hat 31 Mitglieder.
- Mit den Gemeinderats- und Bürgermeisterwahlen in Oberösterreich 1997 hatte der Gemeinderat folgende Verteilung: 12 ÖVP, 11 SPÖ und 8 FPÖ.
- Mit den Gemeinderats- und Bürgermeisterwahlen in Oberösterreich 2003 hatte der Gemeinderat folgende Verteilung: 15 SPÖ, 12 ÖVP und 4 FPÖ.
- Mit den Gemeinderats- und Bürgermeisterwahlen in Oberösterreich 2009 hatte der Gemeinderat folgende Verteilung: 14 ÖVP, 11 SPÖ und 6 FPÖ.
- Mit den Gemeinderats- und Bürgermeisterwahlen in Oberösterreich 2015 hatte der Gemeinderat folgende Verteilung: 16 ÖVP, 8 SPÖ und 7 FPÖ.
- Mit den Gemeinderats- und Bürgermeisterwahlen in Oberösterreich 2021 hat der Gemeinderat folgende Verteilung: 15 ÖVP, 11 SPÖ und 5 FPÖ.[8][9]

### Bürgermeister
- 1934–1938 Josef Hummer (1901–1954)
- 1979–1997 Werner Zimmerberger (ÖVP)
- 1997–2009 Karl Grünauer (SPÖ)
- 2009–2020 Josef Sturmair (ÖVP)
- seit 2020 Christian Schöffmann (ÖVP)

### Wappen
Offizielle Beschreibung des Gemeindewappens: In Gold ein schwarzer, mit einem goldenen Pflug belegter Schrägbalken, begleitet von zwei roten Zahnrädern. Die Gemeindefarben sind Rot-Gelb-Schwarz.

Der Pflug im schwarzen Schrägbalken ist das Familienwappen der Pflügl, kann aber auch allgemein als Symbol für die Landwirtschaft gelten. Die Tellerzahnräder weisen auf den industriellen Charakter der Gemeinde in der heutigen Zeit.

### Gemeindepartnerschaften
- seit 1990 Hengersberg in Bayern.[10]

## Persönlichkeiten

### Söhne und Töchter der Gemeinde
- Johann Baptist Wiesbaur (1836–1906), Geistlicher, Botaniker und Mineraloge
- Rudolf Wimmer (1897–1963), Komponist
- Josef Hummer (1901–1954), Politiker (ÖVP)

### Personen mit Bezug zur Gemeinde
- Volker Derschmidt (* 1934), Lehrer, Musiker und Volksmusikforscher
- Veronika Kronlachner (* 1967), Ordensschwester, Äbtissin der Benediktinerinnenabtei Nonnberg seit 2017
- Rudolf Moser (1915–1989), Lehrer und Heimatforscher[11]